# 안양시 갑
안양시 갑은 대한민국의 옛 국회의원 선거구이다. 당시 경기도 안양시의 일부 지역을 관할했다.

## 역사
대한민국 제13대 국회의원 선거를 앞두고 안양시·광명시·시흥군·옹진군 선거구에서 분리되면서 신설되었다.
1992년, 안양시에 구제가 실시되면서 만안구와 동안구가 설치되었다. 이에 안양시 갑 선거구는 대한민국 제15대 국회의원 선거를 앞두고 안양시 만안구 선거구에 포함되면서 폐지되었다.

## 역대 국회의원
| 선거   | 정당 | 정당       | 의원   |
| ------ | ---- | ---------- | ------ |
| 1988년 |      | 통일민주당 | 이인제 |
| 1992년 |      | 민주자유당 | 이인제 |

## 역대 선거 결과

### 대한민국 제13대 국회의원 선거
|  | 32.59% |

|  | 22.95% |

|  | 22.18% |

|  | 9.09% |

|  | 7.14% |

|  | 3.81% |

|  | 1.28% |

|  | 0.93% |

### 대한민국 제14대 국회의원 선거
|  | 35.82% |

|  | 35.31% |

|  | 21.21% |

|  | 4.66% |

|  | 2.97% |